# Albert Peter (Landrat)
Albert Peter (* 25. Dezember 1889 in Kehl; † 25. Juni 1955 in Freiburg im Breisgau) war der erste Landrat des Landkreises Lörrach.

## Leben
Nachdem Peter 1922 die 2. juristische Staatsprüfung abgelegt hatte, trat er in die Innenverwaltung der Republik Baden ein. Bereits 1923 wurde er kurzzeitig Amtmann beim Bezirksamt Lörrach. Nach einer weiteren Zwischenstation 1924 in Sinsheim kam er im gleichen Jahr zur Polizeidirektion Mannheim und 1930 nach Bruchsal.  
Der vorher als Sympathisant des Zentrums geltende Bruchsaler Regierungsrat Peter trat zum 1. Mai 1933 in die NSDAP ein (Mitgliedsnummer 2.316.026). Am 1. September 1934 wurde er zum Landrat des Bezirksamtes Lörrach ernannt.
Nach dem Gesetz über die Landkreisselbstverwaltung in Baden (Landkreisordnung) vom 24. Juni 1939 wurden die bisherigen Kreise per 15. Juni 1939 aufgelöst. Der bisherige Kreis Lörrach als Verband der kommunalen Selbstverwaltung und das staatliche Bezirksamt Lörrach wurden durch den Landkreis Lörrach als unterer staatlicher Verwaltungsbezirk (Organleihe) und gleichzeitig Selbstverwaltungskörperschaft ersetzt und Peter wurde erster Landrat des modernen Landkreises Lörrach. Er wirkte in seinem Amt als aktiver Parteigänger der NSDAP.
Im Mai 1945 wurde Peter zunächst suspendiert und am 13. Juli auf Veranlassung der französischen Militärregierung entlassen. Von Juli 1945 bis Juni 1946 war er in Internierungslagern. 1949 fand er beim Landkreis Emmendingen wieder eine Anstellung. 1950 war er im Landesamt für Umsiedlung tätig und bereits 1951 arbeitete er als Oberregierungsrat im Innenministerium des damaligen Bundeslandes Baden unter Minister Alfred Schühly. Nach der Gründung des Bundeslandes Baden-Württemberg war er 1954 Leiter der Abteilung Vertriebene, Flüchtlinge und Kriegsgeschädigte unter dem Minister Eduard Fiedler, bevor er zum Ende des Jahres in den Ruhestand ging.